# Alibi (kanał telewizyjny)
U&Alibi – brytyjski kanał telewizyjny, dostępny także w Irlandii, należący do sieci UKTV, w której 50% udziałów ma BBC Worldwide. Został uruchomiony 1 listopada 1997 pod nazwą UK Arena. Później nosił nazwy UK Drama (2000-2004) i UKTV Drama (2004-2008). Od 2008 posiada obecną nazwę i profil programowy.
Alibi jest kanałem tematycznym, emitującym głównie seriale sensacyjne i kryminalne. Podobnie jak cała sieć UKTV, bazuje przede wszystkim na treściach z archiwów BBC. Oprócz tego nadaje też seriale zakupione od innych nadawców z państw anglojęzycznych, głównie ze Stanów Zjednoczonych, Australii i Kanady. 
Stacja dostępna jest w Wielkiej Brytanii i Irlandii w sieciach kablowych oraz na platformach satelitarnych. 